# Pilar-Kammratte
Die Pilar-Kammratte (Ctenomys pilarensis) ist eine Art der Kammratten. Die Art kommt im südöstlichen Paraguay vor, wo sie nur im Bereich der Stadt  Pilar im Departamento Ñeembucú nachgewiesen ist.

## Merkmale
Die Pilar-Kammratte erreicht eine Kopf-Rumpf-Länge von 18,3 bis 20,9 Zentimetern bei den Männchen und 16,9 bis 17,7 Zentimetern bei den Weibchen. Es handelt sich damit um eine mittelgroße Art der Gattung. Die Rückenfärbung ist grau-braun, weitere Angaben zum Aussehen sind nicht dokumentiert.
Der Karyotyp besteht aus einem doppelten Chromosomensatz von 2n=48–50 Chromosomen (FN=50). Die Spermien sind leicht asymmetrisch.

## Verbreitung
Das Verbreitungsgebiet der Pilar-Kammratte ist auf das südöstliche Paraguay begrenzt, wo sie als Endemit nur im Bereich der Stadt Pilar im Departamento Ñeembucú zwischen dem Río Paraguay und dem Río Paraná nachgewiesen ist.

## Lebensweise
Über die Lebensweise der Pilar-Kammratte liegen wie bei den meisten Arten der Kammratten nur sehr wenige Informationen vor. Sie lebt wie alle Kammratten weitgehend unterirdisch in Gangsystemen, die sie in sandigen Böden vor allem in Maniok-Feldern anlegt. Die Tiere ernähren sich vegetarisch von den verfügbaren Pflanzen.

## Systematik
Die Pilar-Kammratte wird als eigenständige Art innerhalb der Gattung der Kammratten (Ctenomys) eingeordnet, die aus etwa 70 Arten besteht. Die wissenschaftliche Erstbeschreibung der Art stammt von dem argentinischen Zoologen Julio Rafael Contreras aus dem Jahr 1993, der sie anhand von Individuen aus Pilar im Departamento Ñeembucú beschrieb.
Innerhalb der Art werden neben der Nominatform keine Unterarten unterschieden.

## Status, Bedrohung und Schutz
Die Pilar-Kammratte wird von der International Union for Conservation of Nature and Natural Resources (IUCN) als vom Aussterben bedroht („endangered“) gelistet. Dies wird mit der sehr kleinen verfügbaren Lebensraumfläche begründet, die weniger als 500 km2 beträgt. Zudem stammen alle bekannten Individuen aus einer bis vier Populationen am gleichen Fundort, an dem die Lebensraumqualität aufgrund der landwirtschaftlichen Nutzung für den Maniokanbau sinkt. Die Tiere werden in den Maniokfeldern als Schädlinge betrachtet und bekämpft, die Anzahl der ausgewachsenen Individuen ist entsprechend abnehmend.

## Belege
1. 1 2 3 4 5 6 7 8  Pilar Tuco-tuco. In: T.R.O. Freitas: Family Ctenomyidae In: Don E. Wilson, T.E. Lacher, Jr., Russell A. Mittermeier (Herausgeber): Handbook of the Mammals of the World: Lagomorphs and Rodents 1. (HMW, Band 6) Lynx Edicions, Barcelona 2016, S. 533. ISBN 978-84-941892-3-4.
2. 1 2 3  Ctenomys pilarensis in der Roten Liste gefährdeter Arten der IUCN 2019. Eingestellt von: C.J. Bidau, 2016. Abgerufen am 3. Juni 2020.
3. 1 2  Ctenomys pilarensis. In: Don E. Wilson, DeeAnn M. Reeder (Hrsg.): Mammal Species of the World. A taxonomic and geographic Reference. 2 Bände. 3. Auflage. Johns Hopkins University Press, Baltimore MD 2005, ISBN 0-8018-8221-4.